# Sankt Margarethen im Burgenland
Pour les articles homonymes, voir Sankt Margarethen.
Sankt Margarethen im Burgenland (en hongrois : Szentmargitbánya) est une commune (Marktgemeinde) autrichienne du district d'Eisenstadt-Umgebung dans le Burgenland.

## Géographie

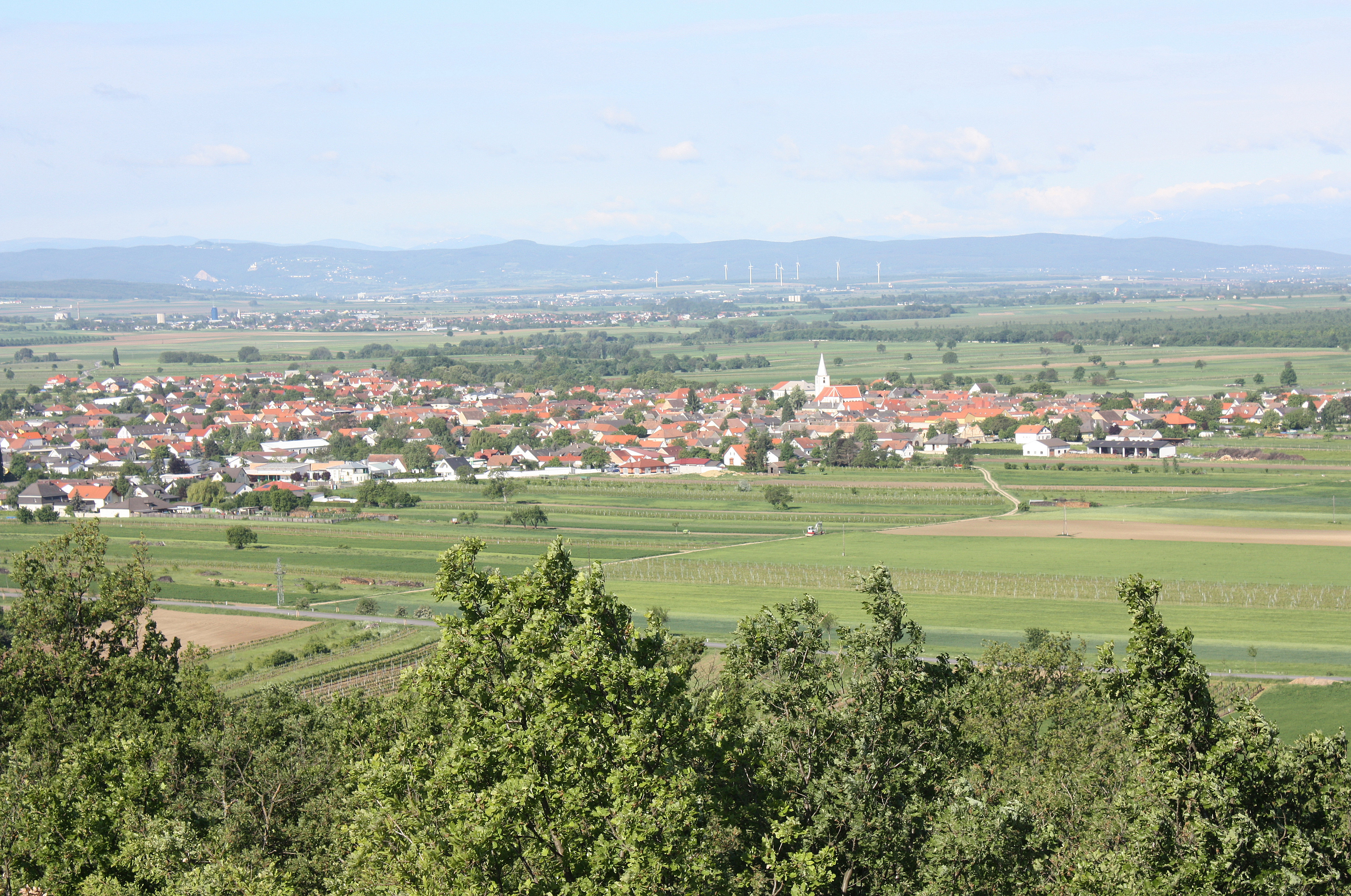
Vue panoramique.

La commune est située dans le nord du Burgenland, au sud-est de la capitale provinciale Eisenstadt, proche du lac de Neusiedl et de la frontière avec la Hongrie. Sankt Margarethen est le seul village de la commune. Les autres localités sont le centre industriel Gewerbe und Handelspark, le village de résidence secondaires Sankt Margarethen-Berg, le parc de loisirs Familypark (Märchenwald), le Sulzhof, les moulins Klostermühle et Eselmühle qui sont maintenant des auberges, ainsi que la carrière romaine. 

## Histoire
Avant notre ère, l'endroit appartenait au territoire celtique de Norique, et dépendait de l'oppidum de Burg à Schwarzenbach. Plus tard, sous la domination de Rome, il se trouvait dans la province de Pannonie. 
Pendant des siècles, le lieu appartenait au royaume de Hongrie, situé à l'est de la frontière avec l'archiduché d'Autriche au-delà de la rivière Leitha. À la période de la magyarisation vers la fin du XIXe siècle, la commune a été rebaptisée Szent-Margit. Après la Première Guerre mondiale et la dissolution de l'Autriche-Hongrie, la région du Burgenland a été reconnue à la république d'Autriche en 1920, au traité de Trianon.
Le piquenique paneuropéen qui a eu lieu à la frontière austro-hongroise entre Sankt Margarethen et Sopronkőhida le 19 août 1989 marque une étape décisive à la chute du rideau de fer et la fin de la guerre froide. 

## Carrière

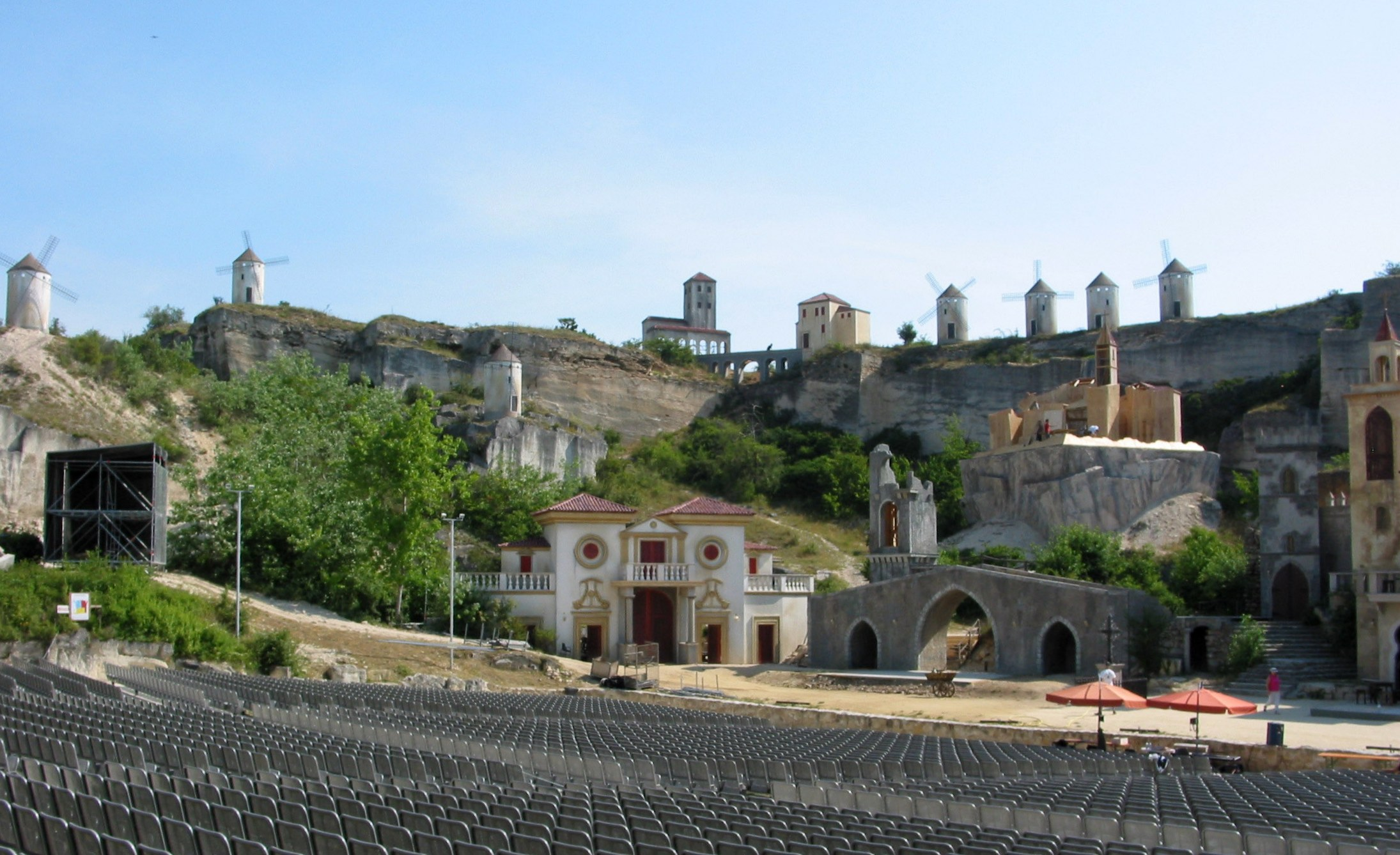
Théâtre de verdure en carrière romaine.

Sur le territoire de la commune se trouve une carrière de calcaire ouverte par les anciens Romains il y a 2 000 ans. Son matériau servit à la construction de la ville de Carnuntum, et de plusieurs bâtiments à travers l'histoire, dont la cathédrale Saint-Étienne, l'église Notre-Dame-du-Rivage, l'église Saint-Charles-Borromée et de nombreux palais sur le Ring de Vienne.
La carrière romaine a été récemment transformée en un lieu de symposium de la sculpture, des jeux de la passion et d'opéra ; son architecture se fond dans l'environnement naturel. Une rampe en acier rend la carrière accessible à tous les publics.